# Eva Moškon
Eva Moškon, slovenska pevka zabavne glasbe, * 10. december 1982, Ravne pri Tržiču.
Eva Moškon se je rodila v Ravnah pri Tržiču, kjer je tudi preživela svoje otroštvo. Eno prvih zmag na festivalih je dosegla na Plesnih karaokah, ki jih je v Tržiču izvedel Elvis Presley alias Lado Bizovičar. Širši javnosti je postala znana po tem, ko je z Janom Plestenjakom leta 2005 posnela pesem »Iz pekla do raja«. Nastopila je tudi v oddajah Moja Slovenija, Zvezde pojejo, Zvezde plešejo, Parada, Piramida.
Kasneje je opustila solokariero in se leta 2009 pridružila elektro-pop skupini E.V.A. V skupini je delovala kot pevka ter avtorica vokalnih linij in besedil.  Leta 2014 se je povsem posvetila službi v Centru za kulturo mladih Ljubljana (Pionirski dom), kjer kot učiteljica petja dela že od leta 2012. Leta 2022 je s pesmijo »Kliki« nastopila na Emi, vendar se ni uvrstila v finalni izbor.

## Nastopi na glasbenih festivalih

### Prvi glas Gorenjske
- [8]

### EMA
- 2007: »Ljubim se« (Klemen Teran – Klemen Teran – Črnobelo), s skupino Črnobelo
- 2022: »Kliki« (ni se uvrstila v finale)